# Circoviridae
Circoviridae es una familia de virus que infecta vertebrados perteneciente al Grupo II de la Clasificación de Baltimore. La familia incluye 2 géneros y 94 especies.

## Géneros
Se han descrito los siguientes géneros:
- Circovirus
- Gyrovirus

## Descripción
Los virus de la familia Circoviridae tienen cápsides con geometrías icosaédricas y redondas, y simetría T = 1. No poseen envoltura vírica. El diámetro es de unos 20 nm. Los genomas son circulares y no segmentados, de alrededor de 3,8 kb de longitud. La cápside consta de 12 pentámeros pentagonales en forma de trompeta. Hay dos principales marcos de lectura abiertos dispuestos en direcciones opuestas que codifican las proteínas implicadas en la replicación (Rep) y la cápside (Cap). Los codones de inicio alternativos son comunes en las especies de aves.
La replicación viral se produce en el núcleo. La entrada en la célula huésped se logra mediante la penetración en la célula huésped. La replicación sigue el modelo de círculo rodante de los virus ADN monocatenario. La transcripción con plantilla de ADN, con algún mecanismo de empalme alternativo, es el método de transcripción. El virus sale de la célula huésped por salida nuclear y exportación de poros nucleares. Una estructura de tallo bucle con un motivo no nucleotídico conservado se encuentra en la región intergénica 5 'de los genomas de circovirus y se cree que inicia la replicación del ciclo rodante. Las aves y los mamíferos sirven como hospedadores naturales. Las vías de transmisión son fecal-oral.

## Cliníca
Las enfermedades asociadas con esta familia incluyen: PCV-2: síndrome de emaciación multisistémica posdestete; CAV: anemia infecciosa del pollo.
Se ha aislado un ciclovirus en Vietnam, del líquido cefalorraquídeo de 25 pacientes vietnamitas con infecciones del SNC de etiología desconocida. El mismo virus se ha aislado de las heces de niños sanos y también de cerdos y pollos. Esto sugiere una vía de transmisión orofaecal con un posible reservorio animal.